# Chiesa di San Giorgio (Cervia)
La chiesa di San Giorgio è un edificio di culto di Montaletto, nel comune di Cervia.
Secondo edificio sacro della Parrocchia di S. Andrea, questa chiesa evidenzia all'interno peculiarità che la fanno ritenere opera del XVIII secolo, ove invece elementi su base semicircolare esterni, come l'abside poligonale, richiamano chiaramente i primi del 1500.
La Chiesa è di proprietà privata, ma gravata di servitù di uso pubblico, tale da renderla idonea al regolare esercizio di culto. La facciata è caratterizzata da paraste laterali e da un frontone triangolare, i cui motivi architettonici sono ripresi a rimarcare l'ingresso. Internamente l'edificio evidenzia, nella varietà di elementi decorativi, peculiarità tipiche del periodo barocco e tardo barocco. A navata unica allungata, è segnato da una duplice cornice orizzontale lungo l'intero perimetro spezzata soltanto in prossimità dell'abside, che, dietro l'altare presenta una nicchia con Madonna e Bambino contornata da ornati a stucco, opere del XVII secolo. Verticalmente quattro lesene decorate a creare tre moduli di eguale ampiezza, di cui quello centrale, grazie ad un ulteriore cornice, sembra creare la sensazione di una cappella. Il soffitto è a volta unica con finestre laterali a dare luce, mentre all'esterno, sopra l'abside si staglia un piccolo campanile a vela.